# きみと青い春のはじまり
『きみと青い春のはじまり』（きみとあおいはるのはじまり）は、アサダニッキによる日本の漫画作品。『デザート』（講談社）にて、2019年9月号より2021年9月号まで連載された。連載開始前のタイトルは「青春Reスタート（仮）」とされていた。

## あらすじ
クラスで一番存在が空気な主人公・末広しろは、クラスで一番目立ち、人気者である高砂に告白された。しかし事前に高砂が「絶対に告られたことがなさそうな奴」に罰ゲームで告白しなければならないと知っていたしろは、高砂に対し罰ゲームだと確認する。それを聞いたクラスメート達により、教室内の空気が悪くなると、高砂は引っ込みがつかなくなり、罰ゲームを否定。その後しろと2人で話し、一度はしろが断ったものの、本当に付き合うことになったしろと高砂。友達を作り、学生生活を楽しむために部活動に入部することにしたしろ。入学直後に文芸部に入部しようとしたが、しろが諦めたせいで部員がいなくなり、廃部になったことを後悔していた。天文部の福守に勧誘されたしろは、入部届を出そうとしたが、高砂に止められる。高砂の計らいで文芸部が復活し、しろは入部を決める。文芸に興味がない高砂は、活動内容をしろがやりたいことを実現する「末広部」にしようと提案。そこでしろは、高砂の前で初めて笑顔を見せた。高砂はしろにいろんな表情をさせ、最高の居場所にしてやると宣言したのだった。
一緒に流星群を見た時に、しろは高砂を好きだと自覚する。
2年に進級する少し前に八千代が文芸部に入部し、しろと友達になる。八千代によって、高砂との交際は罰ゲームだと再認識させられたしろは、高砂を避ける。
避けた理由を小説を書くためだと誤魔化したしろのために、高砂は春休みに文芸部で取材旅行に行くことを提案する。取材旅行先の江の島で、しろは高砂と対等な立場になるために、友達から始めたいとお願いをする。
2年に進級し、文芸部に福守（妹）と松島が入部したため、廃部にならずに済んだのだった。福守（妹）と高砂の提案で、しろの愛読書の作者・寿ミチルを捜すことになるが見つからない。寿ミチルの正体を高砂に知られた八千代は、自身が寿ミチルであること、しろのことが好きであることを告白する。

## 登場人物
末広 しろ（すえひろ しろ）
主人公。物語開始時点では、大吉高校の1年1組の生徒。第9話より2年に進級。
文芸部に2人しか部員がいないため、副部長となる。
本が好きで、教室ではいつも本を読んでいる。寿ミチルの『流星の森』がとても好きで、愛読書にしている。
内気な性格だと自覚している。祖父母と3人暮らし。
入学式以降、授業以外でクラスメートと話していないため、高砂の告白で久々に会話をした。子供の頃から中学2年の冬までは転校が多かった。通っていた中学校の名前は東中学校。
高砂 誉（たかさご ほまれ）
しろのクラスメートで人気者。文芸部の部長だが、本は読まない。
誕生日は8月10日。血液型はO型。家族構成は父、母、姉、弟、犬。飼い犬の名前はラッキーで（高砂の母親が命名）、小学生の時に拾った雑種。
中学時代は野球部に所属していたが、肩を壊したせいで投げることが出来ない。
しろに告白するまで、人に告白をしたことがなかった。
八千代 文彬（やちよ ふみあき）
しろのクラスの委員長で隣の席の男子。小学時代からあだ名は「委員長」。
眼鏡をかけている。文芸部員。しろと同じ中学出身で、隣のクラスだった。
元天才中学生作家・寿ミチルであることを隠している。
得意なことは勉強全般で、真面目な性格。趣味は読書と小説を書くこと。
吉祥（きちじょう）
高砂と同じグループの男子。高砂と共に登場することが多い。高砂とは中学校の時からの友達で、親友だと思っている。
亀田 花（かめだ はな）
高砂と同じグループの女子で、髪を束ねている。しろと同じ中学出身。人望はあまりない。
鶴原（つるはら）
愛称は「つるちん」。高砂と同じグループの女子で、長い黒髪。
チア部で、1年の時からレギュラー。亀田と高砂から誕生日にプレゼントされたヘアゴムを持ち歩いている。弁当を手作りしている。
福守（ふくもり）
天文部の部長。しろ達より1学年上の男子の先輩。しろに流星群についてアドバイスをしたりと、悪い人ではない。寿ミチルの正体を知っている。
福守 杏梨（ふくもり あんり）
しろ達の後輩。1年3組。天文部部長の福守の妹。文芸部の新入部員。
趣味はインターネットで小説を書くこと。内容は甘いラブストーリー。
松島 頌春（まつしま のぶはる）
高砂の後輩。福守（妹）がつけた愛称は「のぶぶ」。中学時代、野球部で高砂と組んでいた。文芸部の新入部員。
友引先生（ともびきせんせい）
愛称は「トモセン」。野球部の顧問。高砂により、文芸部の顧問にされた。

## 書誌情報
- アサダニッキ『きみと青い春のはじまり』講談社〈KCデザート〉、全5巻
  1. 2019年12月13日発売[4][5]、ISBN 978-4-06-518060-0
  2. 2020年5月13日発売[6]、ISBN 978-4-06-519533-8
  3. 2020年10月13日発売[7]、ISBN 978-4-06-520974-5
  4. 2021年3月12日発売[8]、ISBN 978-4-06-522633-9
  5. 2021年9月13日発売[9]、ISBN 978-4-06-524819-5